# برلینکا

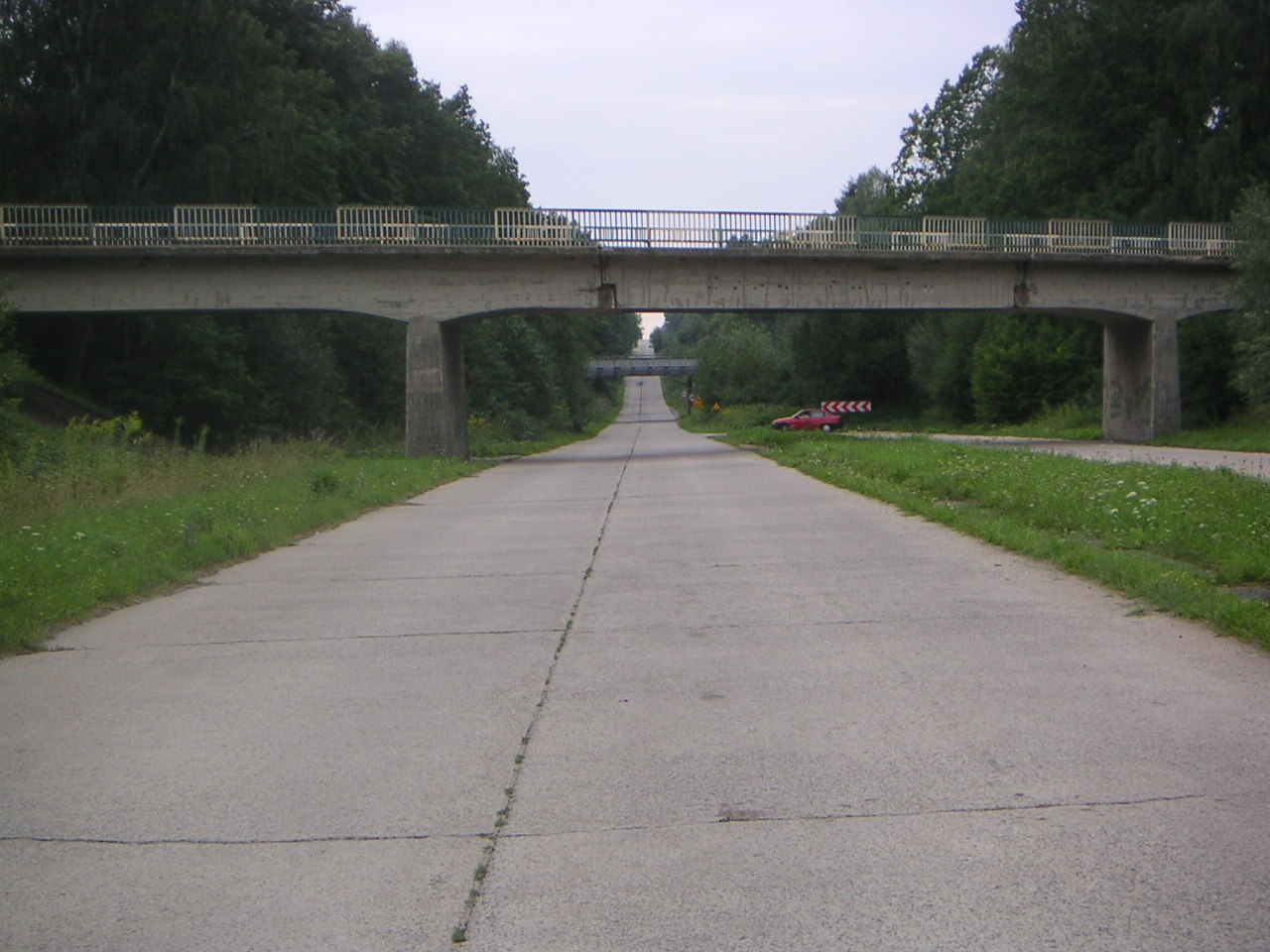
خط ممتد جاده در لهستان، در شرق البلنگ، همان‌طور که قبل از سال ۲۰۰۷ زمانی که بازسازی و ارتقاء کامل شروع شد ظاهر شد. این بخش با نام Express Road S22 در سپتامبر ۲۰۰۸ افتتاح شد.

برلینکا (روسی: Берлинка) نام غیررسمی لهستانی و روسی است که به بخش‌هایی از جاده رایشس‌اتوبان برلین-کونیگسبرگ ناتمام داده می‌شود، که یک پروژه آلمانی رایشس‌اتوبان قبل از جنگ جهانی دوم برای اتصال برلین با کونیگسبرگ در پروس شرقی بود. در اواخر دهه ۱۹۳۰، بخش‌های نزدیک به این دو شهر به پایان رسید، اما بخش بزرگ‌تر در بین آن‌ها به پایان نرسید. تقاضای آلمان در سال ۱۹۳۹ برای عبور از این جاده از طریق گذرگاه لهستان با وضعیت فراسرزمینی و امتناع لهستان از اجازه دادن به این امر، عنصر مهمی در تنش‌هایی بود که منجر به شروع جنگ جهانی دوم شد. پس از جنگ، جمهوری دموکراتیک آلمان، جمهوری خلق لهستان و منطقه کالینینگراد اتحاد جماهیر شوروی بقایای آن را به ارث بردند.